# Achillova pata

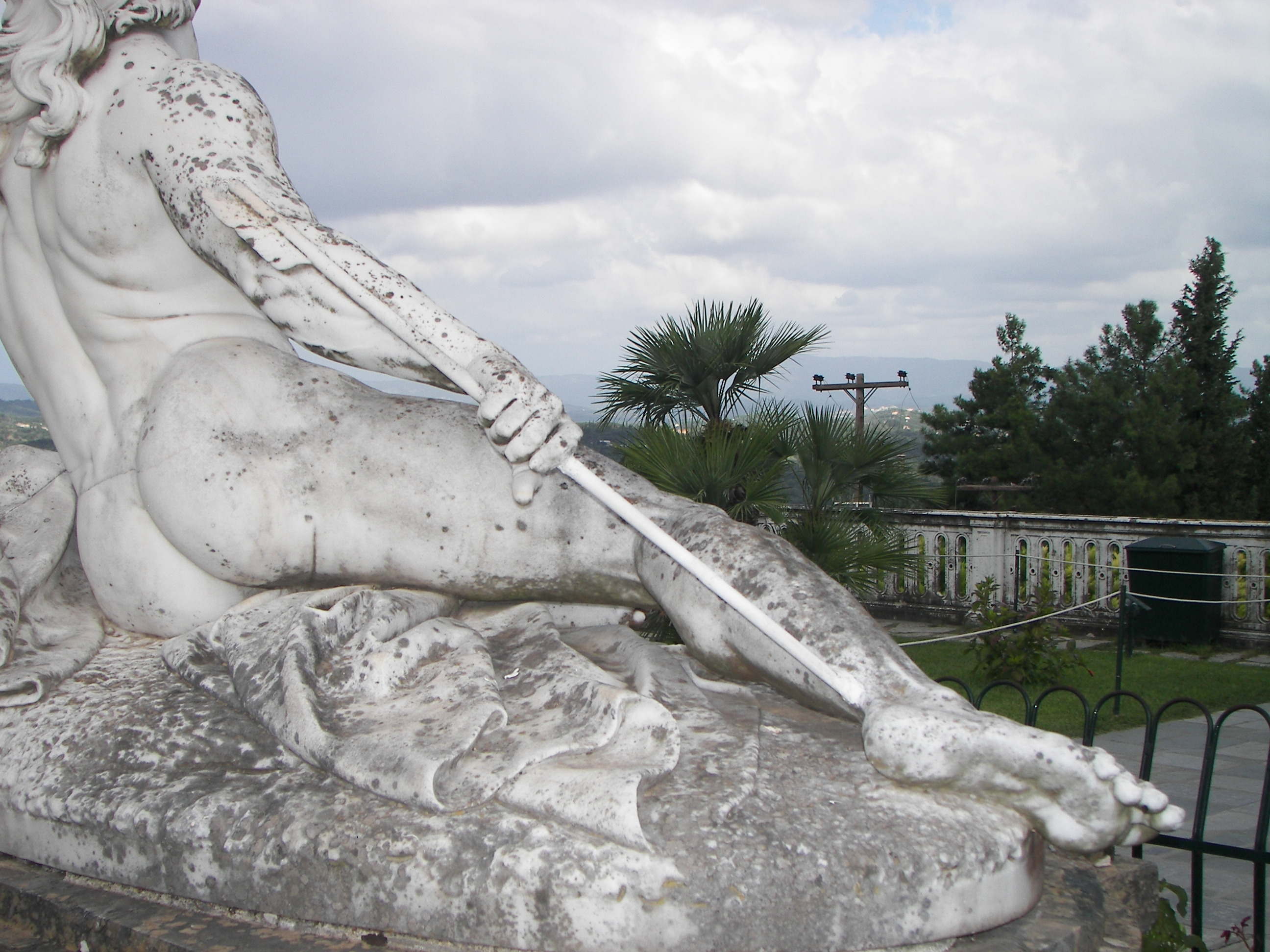
Pata hrdiny Achilla

Achillova pata je ustálené slovní spojení, které vešlo do slovníku jako rčení, přirovnání. Označuje „jediné zranitelné místo“ nebo všeobecně „zranitelné místo“.
Tento pojem se vztahuje k Achillovi. Řecký básník Homér líčí Achilla, syna mořské bohyně Thetidy, jako statečného a nejrychlejšího z řeckých hrdinů v Trojské válce. Byl osvědčen četnými vítězstvími, bojoval jako lev a obyčejný smrtelník ho nemohl nikdy zasáhnout. Mořská bohyně Thetis totiž narozeného Achilla ponořila do řeky Styx, aby se stal nezranitelným. Nad vodou zůstala jen jeho pata, sevřená v matčině dlani, a zůstala jediným zranitelným místem na těle dítěte. A tam později usměrnil bůh Apollón šíp z protivníkova luku – trojského Parida a hrdina Achilles zemřel. 
Tento mýtus má pravděpodobně[zdroj?] své vysvětlení v lékařské diagnóze přetržení Achillovy šlachy (ruptura tendinis achillis). Přetržení Achillovy šlachy v boji znamenalo jistou smrt, protože postižený není schopen chůze. Toto zranění se ve větší míře vyskytuje až s nástupem masového sportu v civilizovaném světě a bývá spojováno se sedavým způsobem života a jím způsobenými degenerativními změnami ve šlaše.